# Dinidoridae
Famille
Synonymes
- Coridiinae Schumacher, 1924[2]

Les Dinidoridae sont une famille d'insectes hémiptères hétéroptères (punaises) tropicale, qui comprend au minimum 110 espèces réparties en une quinzaine de genres.

## Description
Les Dinidoridae se reconnaissent à leur grande à très grande taille (9 à 27 mm de long), et à leur corps ovoïde, avec leur tête qui présente des marges carénées. Les antennes ont 5 articles, mais parfois aussi 4, et les deux à trois derniers sont aplatis. Les tubercules antennifères (portant les antennes) sont placés sous les marges latérales de la tête, et on ne les voit donc pas depuis en dessus. Le rostre est court, ne dépassant pas les hanches antérieures. Les buccules sont courtes et en forme de lobes. Leur scutellum est relativement peu développé, mesurant moins de la moitié de l'abdomen, avec l'apex arrondi. Les membranes des hémélytres sont souvent réticulées (c'est-à-dire avec un réseau de veines formant des alvéoles). Chez Sagriva, des individus brachyptères peuvent se rencontrer, avec les hémélytres réduites ne dépassent pas le deuxième segment abdominal. C'est le seul genre de la famille où ce phénomène a été observé, les autres étant toujours macroptères. Les tarses comptent 2 ou 3 segments. La sous-famille des Megymeninae présente, sur le bord de l'abdomen des dents ou des tubercules, alors que la sous-famille des Dinidorinae n'en a pas,.

## Répartition et habitat
Les Dinidoridae se rencontrent majoritairement dans les régions indomalaise et afrotropicale (éthiopienne) et six espèces s'étendent jusqu'à l'Australie, mais un genre, Dinidor, est néotropical (Amérique centrale et du Sud). 

## Biologie
Pour ce qu'on en connaît, ces espèces sont phytophages, se nourrissant de la sève de plantes, en particulier de Cucurbitaceae et de Fabaceae. Beaucoup d'autres familles de plantes ont été mentionnées mais qui pourraient servir de support plutôt que de nourriture. 
Certaines espèces peuvent causer des dégâts aux cultures, comme Coridius ianus pour les cultures de courges et calebasses des genres Cucumis L., Luffa Miller et Lagenaria Seringe (Rastogi & Kumari, 1962), Cyclopelta obscura, qui s'en prend aux légumineuses dans le Sud-Est asiatique, ou .

### Utilisation humaine
L'espèce Coridius chinensis (Dallas, 1851) (syn. : Aspongopus chinensis)  est également considéré comme pouvant être ravageur, mais constitue un important remède de la médecine traditionnelle chinoise consommé pour ses propriétés anticancéreuses, antibactériennes et anticoagulantes, utilisé également pour le traitement des néphrites, des douleurs menstruelles et gastriques. 
Coridius viduatus, problème pour les cultures de pastèques au Soudan, a été testé comme nourriture (farine) de poulets.

## Systématique
Ce taxon a d'abord été décrit comme une sous-famille des Pentatomidae par l'entomologiste suédois Carl Stål en 1870, sous le nom de Dinidorida, transformé par Lethierry & Séverin en Dinidoridae. Dès 1955, Dennis Leston (en) les traite comme une famille à part entière, suivi par de nombreux scientifiques des années 50 et 60. Dans sa révision de cette famille en 1987, Durai distingue deux sous-familles, reprises dans le catalogue mondial de Rolston et al. de 1996 : les Dinidorinae, avec trois tribus, et les Megymeninae, avec deux ou trois tribus, selon qu'on considère les Eumenotini comme synonyme des Megymenini (selon Kokorek & Lis, 2000) ou non (Lis et al. 2012). 
Au niveau supra-familial, les Dinidoridae appartiennent à la super-famille des Pentatomoidea (infra-ordre des Pentatomomorpha), et apparaissent comme très proches de la famille des Tessaratomidae, dont ils pourraient être le groupe-frère phylogénétiquement.  
Plusieurs fossiles ont été retrouvés (aux États-Unis, au Canada et en Allemagne) et attribués à cette famille, dont deux Dinidorini indéterminés, un Megymeninae indéterminé, et une espèce appelée †Dinidorites margiformis. Les plus anciens remontent à l'Yprésien (Éocène, -56 à −48 millions d'années).  

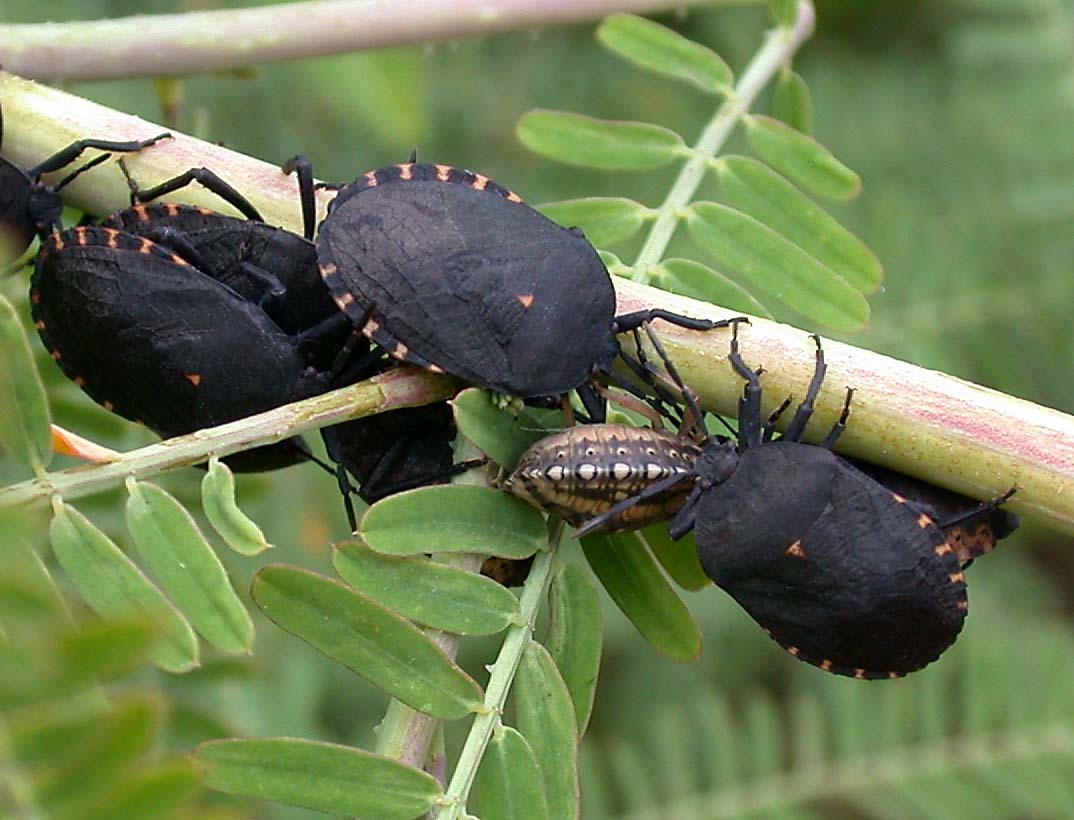
Dinidorinae : Cyclopelta obscura, Thaïlande.
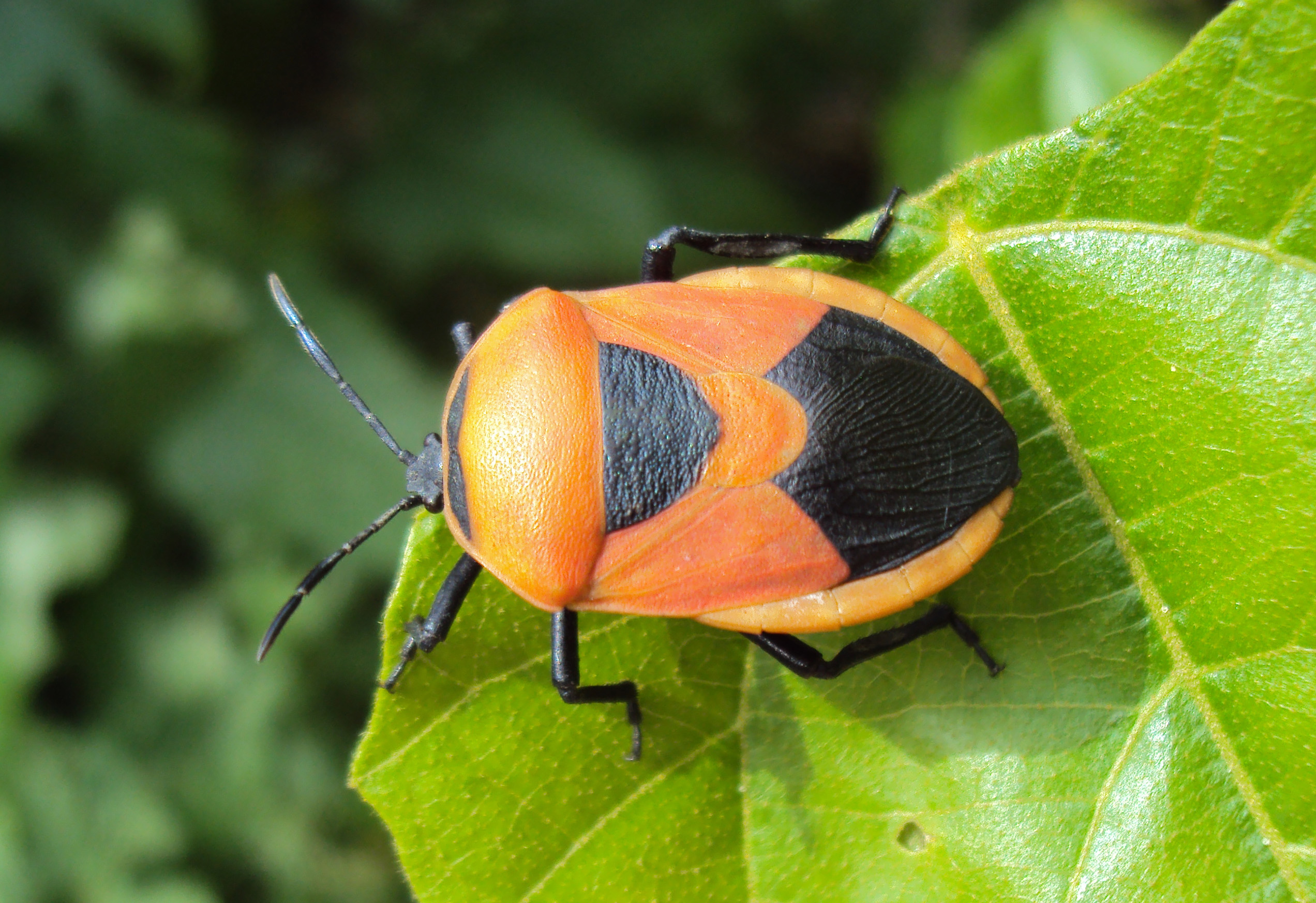
Dinidorinae : Coridius ianus, Kerala, Inde.
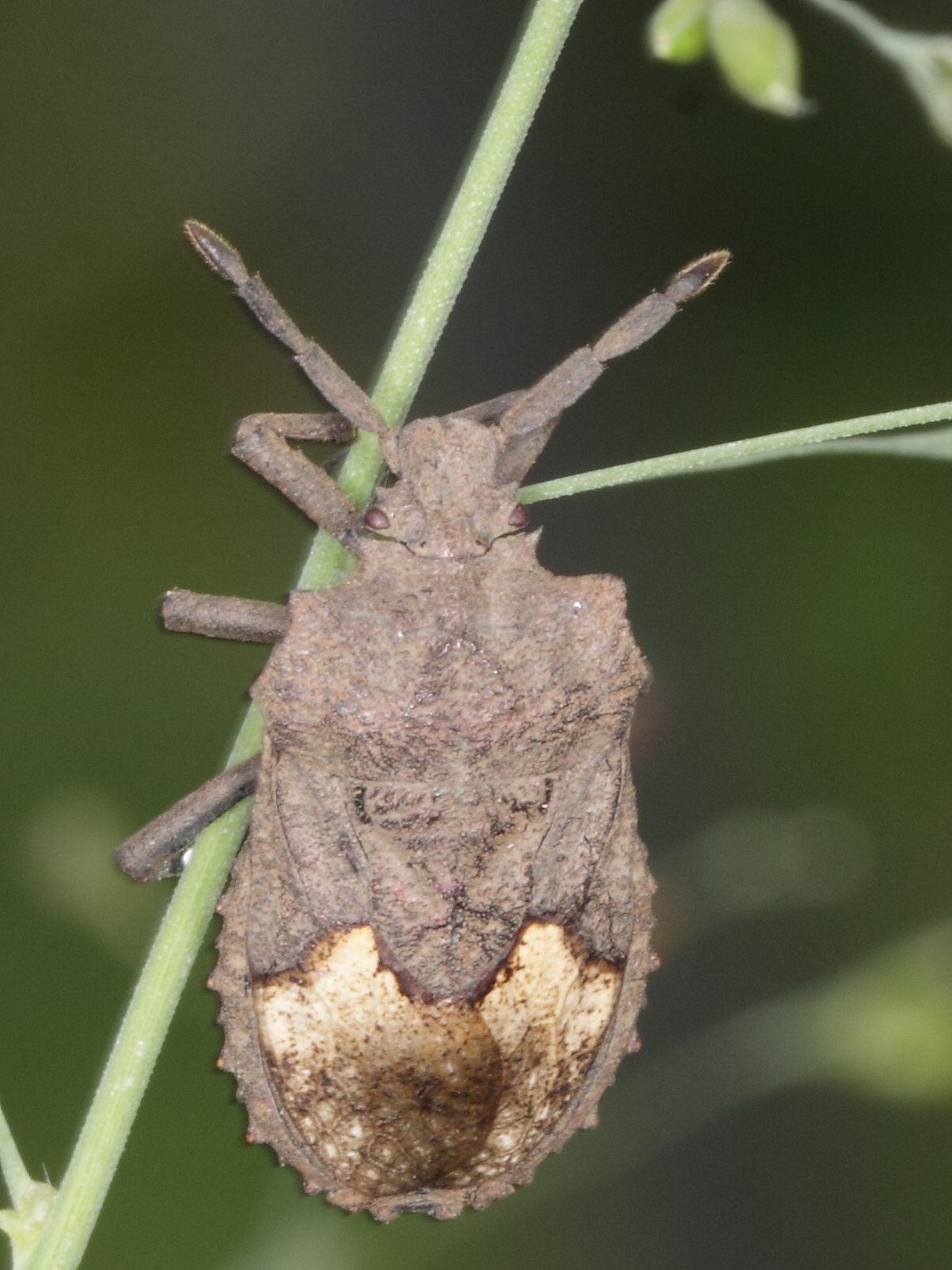
Megymeninae : Megymenum sp. Java.
- Coridius viduatus se déplaçant, Dubai.

### Liste des sous-familles, tribus, et genres
Selon BioLib (20 juin 2022) :
- sous-famille Dinidorinae Stål, 1868
  - tribu Amberianini J.A. Lis & Kocorek, 2014
    - genre Amberiana Distant, 1911, 2 sp. (espèces)

  - tribu Dinidorini Stål, 1868
    - genre Colpoproctus Stål, 1870, 5 sp.
    - genre Colporidius Lis, 1990, 1 sp.
    - genre Coridiellus Lis, 1990, 6 sp.
    - genre Coridius Illiger, 1807 (syn : Amacosia Spinola, 1850, Aspongopus Laporte, 1833, Peltagopus Signoret, 1861, Spongopodium Spinola, 1837), 38 sp.
    - genre Cyclopelta Amyot & Serville, 1843, 13 sp.
    - genre Dinidor Latreille, 1829, 7 sp.
    - genre Patanocnema Karsch, 1892, 4 sp.
    - genre Sagriva Spinola, 1850, 2 sp.

  - tribu Thalmini Nuamah, 1982
    - genre Folengus Distant, 1914, 1 sp.
    - genre Thalma Walker, 1868, 2 sp.
    - genre Urusa Walker, 1868, 1 sp.
- sous-famille Megymeninae Amyot & Serville, 1843
  - tribu Byrsodepsini Kocorek & Lis, 2000
    - genre Byrsodepsus Stål, 1872, 3 sp.

  - tribu Eumenotini Bergroth, 1907 (peut-être synonyme de Megymenini, qui comprendrait alors ces deux genres également)
    - genre Afromenotes Kment & Kocorek, 2014, 1 sp.
    - genre Eumenotes Westwood, 1847, 2 sp.

  - tribu Megymenini Amyot & Serville, 1843
    - genre Doesbergiana Durai, 1987, 1 sp.
    - genre Megymenum Guérin-Méneville, 1831, 23 sp.
- genre †Dinidorites Cockerell, 1921, 1 sp fossile.